# 아이젠트라우트쥐땃쥐
아이젠트라우트쥐땃쥐(Myosorex eisentrauti)는 진무맹장목 땃쥐과에 속하는 포유류의 일종이다. 적도 기니의 비오코섬에서만 발견된다. 서식지 감소와 제한된 분포때문에 멸종위급종으로 분류된다.